# Иннес (лунный кратер)
Кратер Иннес (лат. Innes) — крупный ударный кратер в северном полушарии обратной стороны Луны. Название присвоено в честь английского астронома Роберта Торберна Эйтона Иннеса (1861—1933) и утверждено Международным астрономическим союзом в 1970 г. Образование кратера относится к эратосфенскому периоду.

## Описание кратера
Ближайшими соседями кратера являются кратер Сейферт на западе-северо-западе; кратер Гарриот на северо-западе; кратер Хогг на северо-востоке; кратер Кепинский на востоке; кратер Меггерс на юго-востоке и кратер Ползунов на юго-западе. Селенографические координаты центра кратера 27°51′ с. ш. 119°19′ в. д. / 27,85° с. ш. 119,31° в. д., диаметр 42,8 км, глубина 2,2 км.
Кратер Иннес имеет полигональную форму с небольшими выступами в северной, юго-восточной и южной частях, умеренно разрушен. Вал четко очерчен, внутренний склон вала сохранил остатки террасовидной структуры, имеет следы обрушения, в юго-западной части отмечен приметным чашеобразным кратером. Высота вала над окружающей местностью достигает 1050 м , объем кратера составляет приблизительно 1 300 км3. Дно чаши сравнительно ровное, в южной части рассечено небольшим хребтом в направлении север-юг, отмечено множеством мелких кратеров.

## Сателлитные кратеры
| Иннес | Координаты                                              | Диаметр, км |
| ----- | ------------------------------------------------------- | ----------- |
| G     | 26°52′ с. ш. 122°26′ в. д. / 26,87° с. ш. 122,44° в. д. | 20,5        |
| S     | 27°32′ с. ш. 117°25′ в. д. / 27,53° с. ш. 117,42° в. д. | 33,5        |
| Z     | 29°26′ с. ш. 119°11′ в. д. / 29,44° с. ш. 119,18° в. д. | 35,3        |

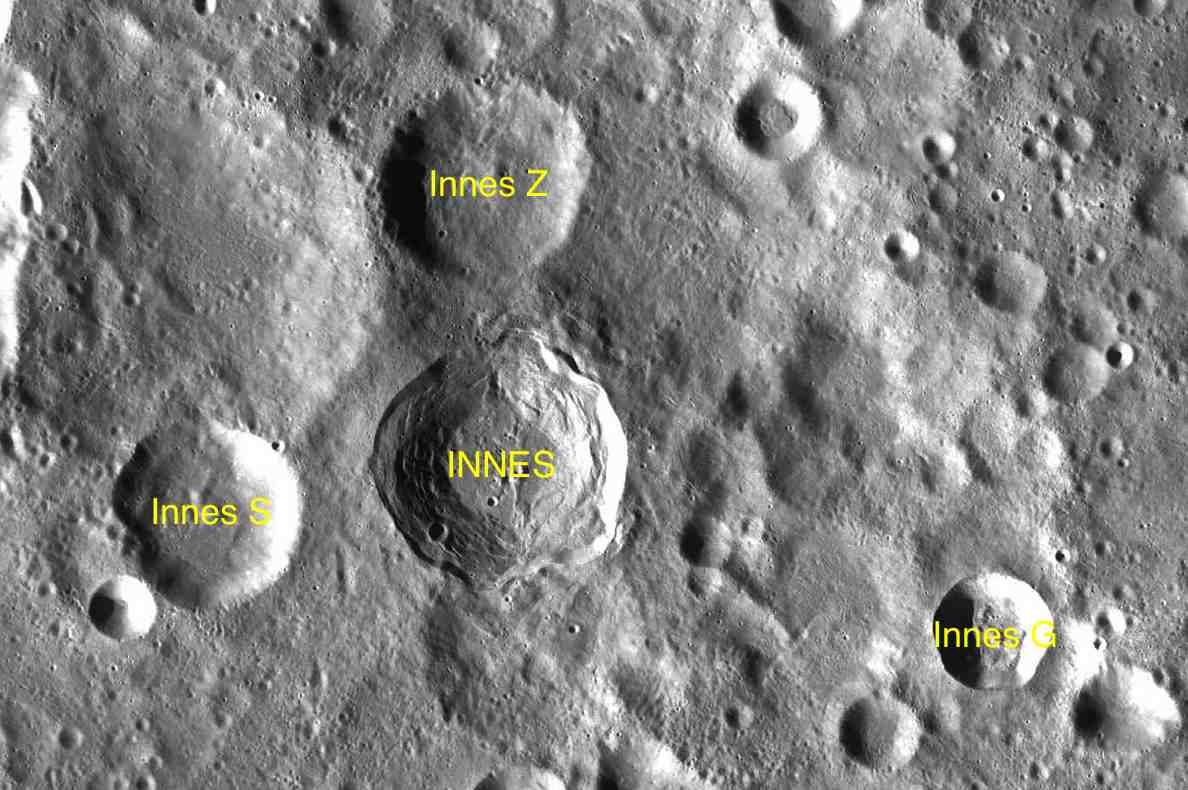
Фрагмент карты LAC-47.

- Образование сателлитного кратера Иннес S относится к раннеимбрийскому периоду[1].
- Образование сателлитного кратера Иннес Z относится к нектарскому периоду[1].

## См.также
- Список кратеров на Луне
- Лунный кратер
- Морфологический каталог кратеров Луны
- Планетная номенклатура
- Селенография
- Минералогия Луны
- Геология Луны
- Поздняя тяжёлая бомбардировка